# Xã Fern, Quận Hubbard, Minnesota
Xã Fern (tiếng Anh: Fern Township) là một xã thuộc quận Hubbard, tiểu bang Minnesota, Hoa Kỳ. Năm 2010, dân số của xã này là 270 người.